# Gårdsjön (Asa socken, Småland, 633951-143073)
Gårdsjön är en sjö i Växjö kommun i Småland och ingår i Lagans huvudavrinningsområde.